# Трёхсвятская улица
Трёхсвя́тская у́лица (в советский период — улица Урицкого), известна как тверской Арбат — пешеходная улица, расположенная в историческом центре Твери.
Трёхсвятская улица — популярное место для отдыха жителей города и народных гуляний. Многие здания, расположенные на улице, являются памятниками истории и архитектуры.

## География
Трёхсвятская улица проходит с севера на юг перпендикулярно Волге от Набережной Степана Разина в точке 56°51′42″ с. ш. 35°54′47″ в. д. на юг до примыкания к Тверскому проспекту в точке 56°51′00″ с. ш. 35°54′25″ в. д. недалеко от Площади Капошвара. Пересекается с Советской улицей на площади Ленина.

## История
Трёхсвятская улица — одна из старейших улиц города Твери, была создана планировкой 1763 года после большого пожара, когда центральная часть города полностью выгорела. Своё название улица получила в связи с тем, что по ней шла дорога к Трёхсвятскому монастырю, стоявшему в районе современного Дворца детей и молодёжи на улице Дарвина.
Некогда Трёхсвятская улица была въездом в город, образуя вместе со Станционным шоссе (ныне — Проспект Чайковского) дорогу от центра Твери до железнодорожной станции.
В 1901 году по улице прошла одна из первых линий Тверского трамвая от Восьмиугольной площади (ныне — площадь Ленина) до железнодорожного вокзала.
В 1919—1991 годах Трёхсвятская улица называлась улицей Урицкого в честь М. С. Урицкого (1873—1918), советского революционного и политического деятеля.
В 1975 году трамвайное движение было перенесено с улицы Урицкого на Тверской проспект — магистральную улицу, созданную в результате расширения и реконструкции Кооперативного переулка.
В 1992 году улице было возвращено историческое название, улица стала пешеходной.

## Памятные места
Центр современной культуры «Рельсы». Располагается в здании бывшего Дома моды.

## Галерея

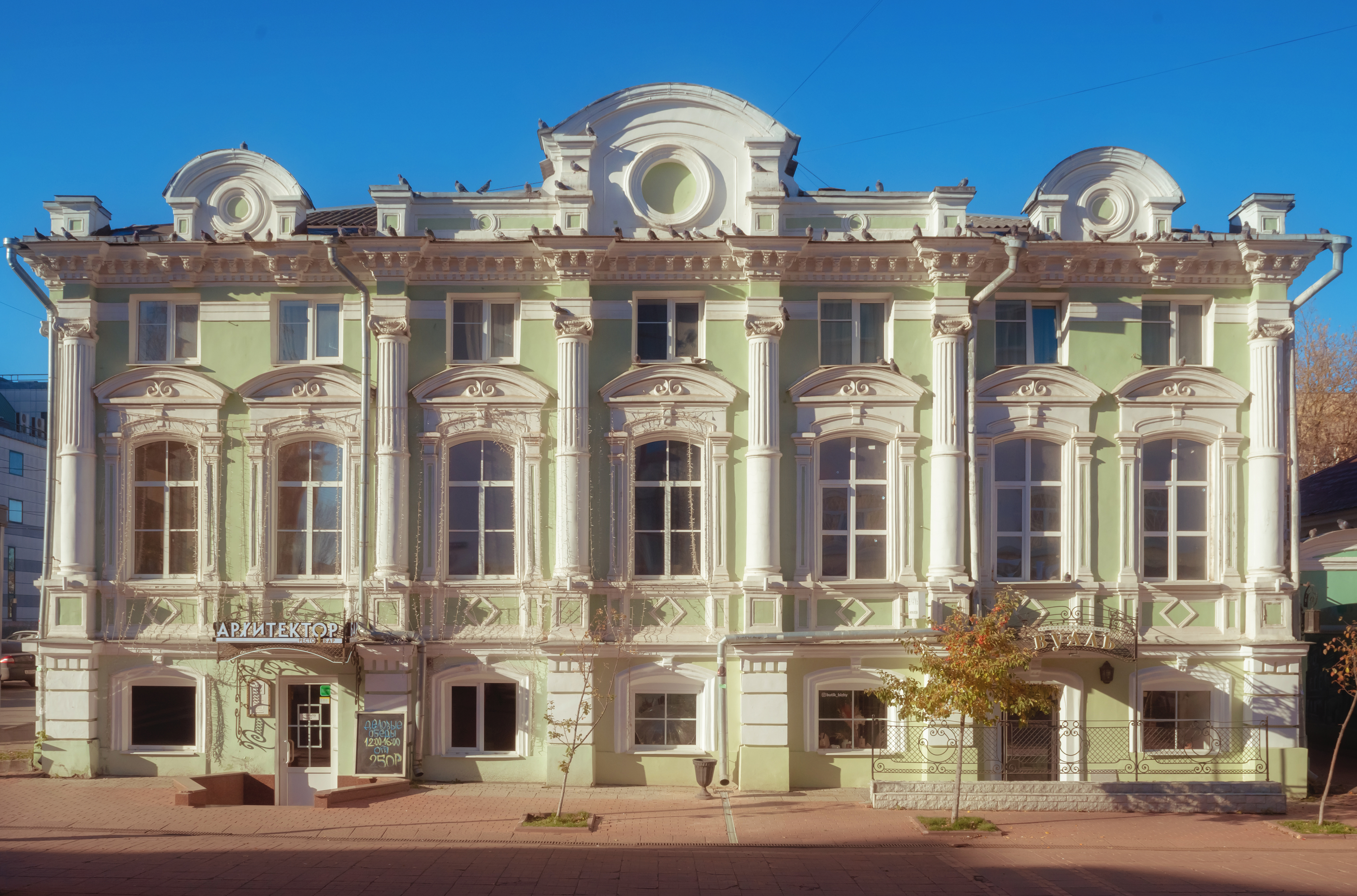
Главный дом городской усадьбы купца Ф.Е. Нечаева - дом № 15 по улице Трёхсвятской. Построен в 1870-е годы.
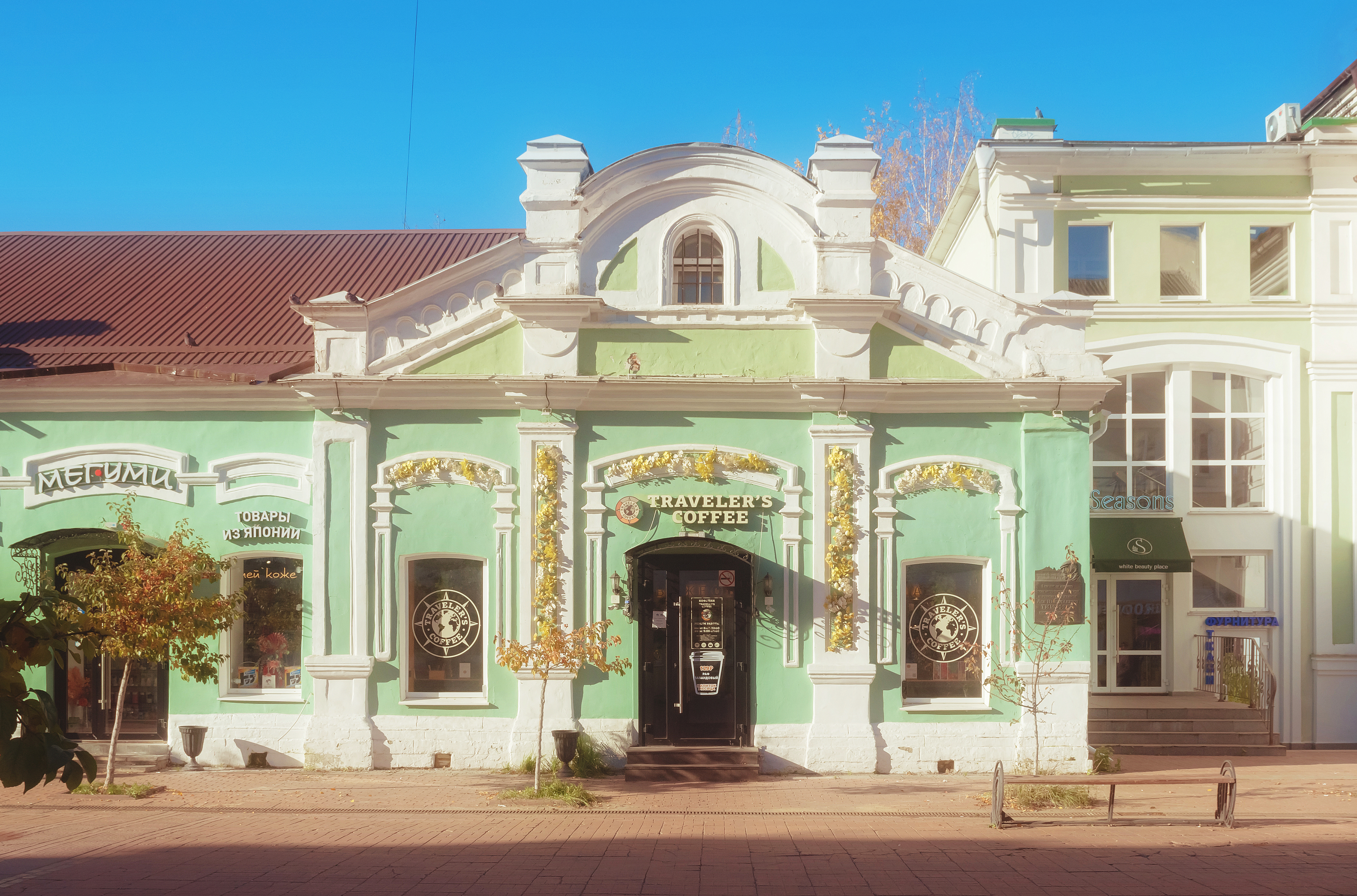
Флигель усадьбы купца Ф. Е. Нечаева - дом № 17 по улице Трёхсвятской. Построен в 1870-е годы.
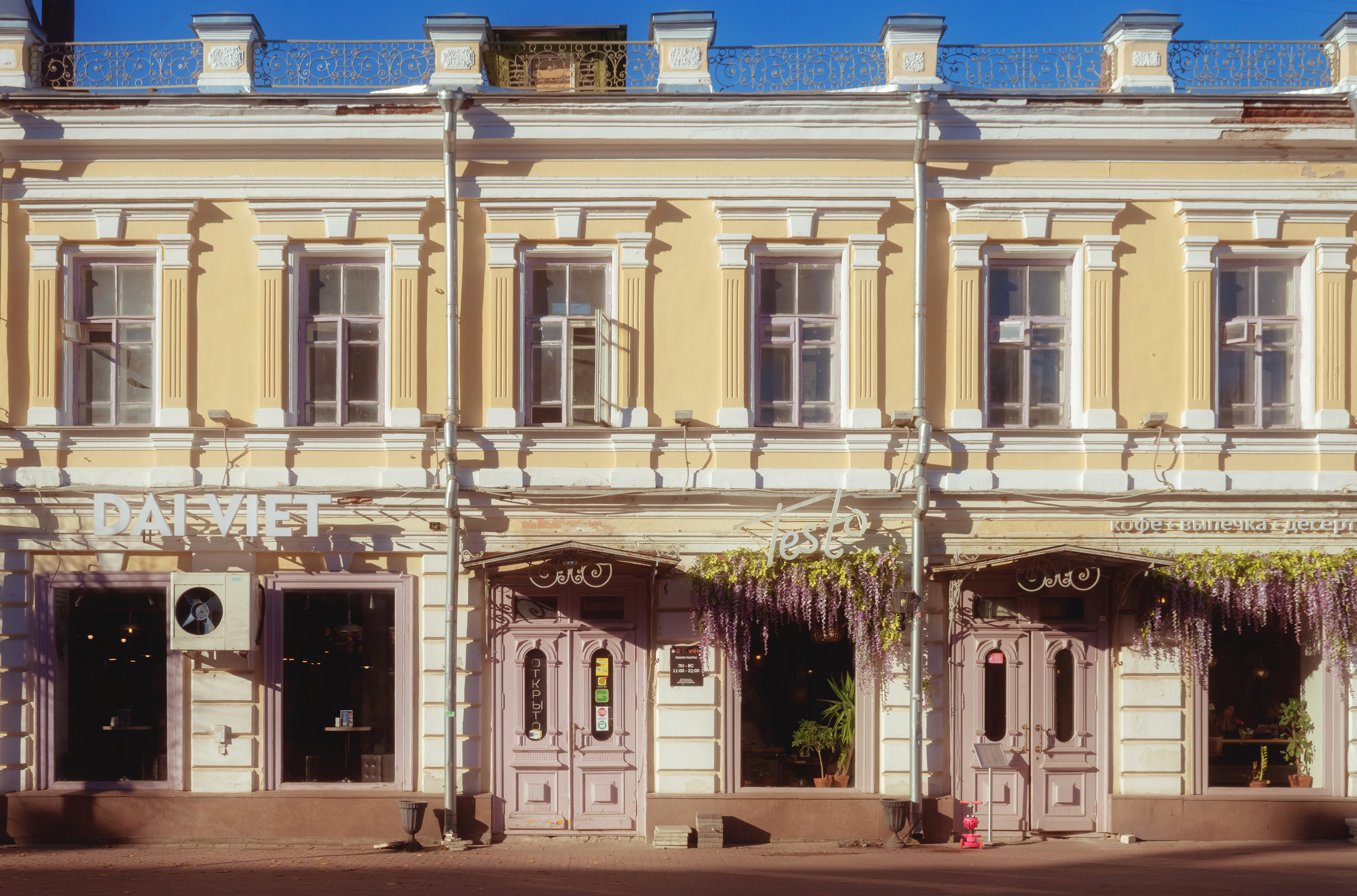
«Дом хлеба» - дом № 35 по улице Трёхсвятской. Построен в конце XIX века купцом В. М. Шикановым.
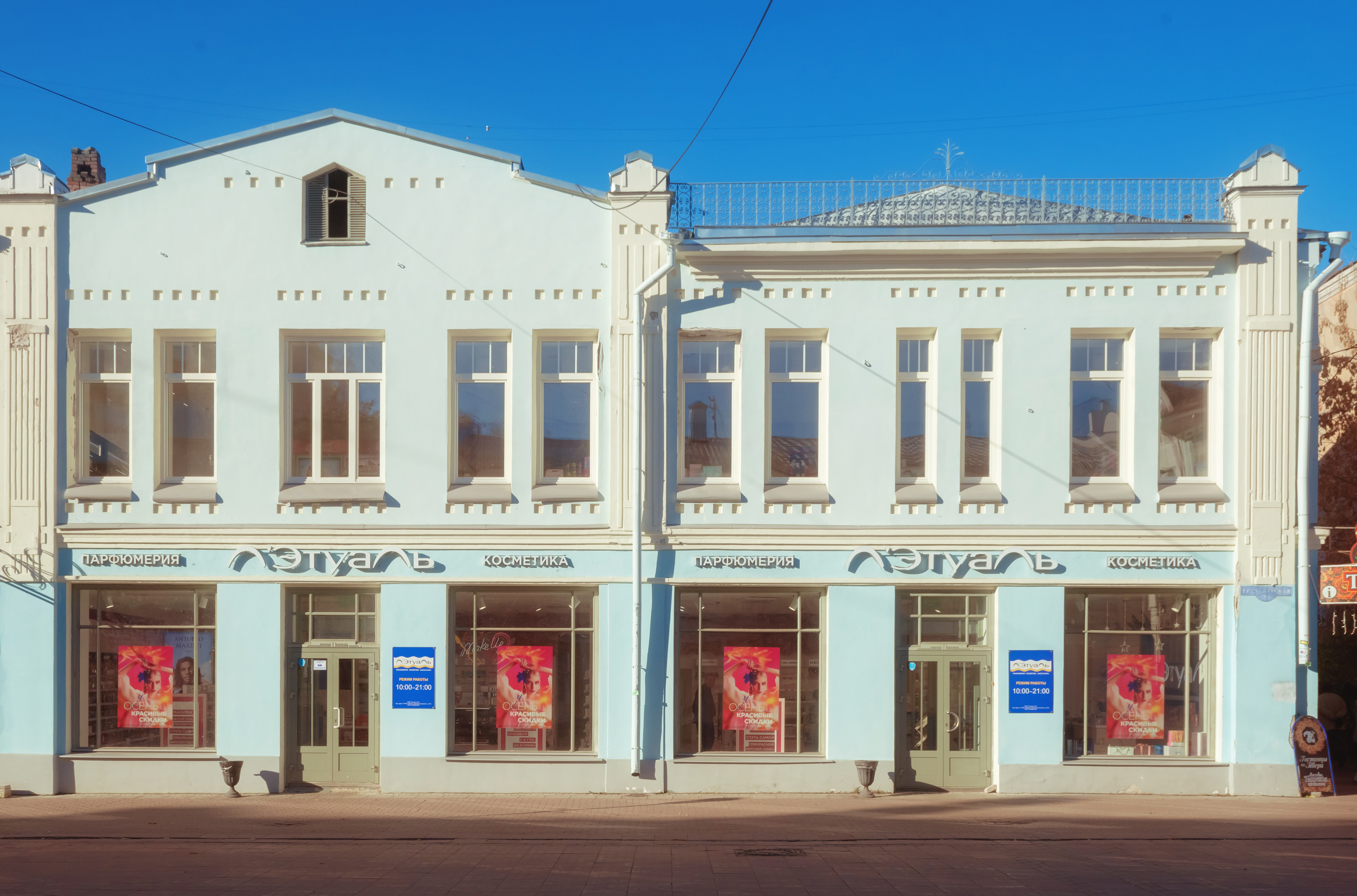
Дом № 35 А по улице Трёхсвятской. Построен в начале XX века.